# Прапор Воронежа
Пра́пор Воронежа — офіційний геральдичний символ селища Вороніж Сумської області. Затверджений на засіданні 26 сесії селищної ради 7 скликання від 25 липня 2017 року. Зображення запропоновано Володимиром Панченко (кандидат історичних наук, науковий співробітник Музею гетьманства, м. Київ.). Автор ескізу: Ганна Воронець, смт. Вороніж

## Опис
Полотно синього кольору, співвідношення ширини до його довжини 2:3. У верхньому лівому куті зображення герба.
В правій частині на відстані 40 см від краю полотна проходить орнамент, характерний для північних районів Сумщини, шириною 40 см.

## Символіка
Синій колір символізує духовність та історичну належність до козаччини, герб – належність до селища міського типу Вороніж, орнамент – розташування населеного пункту у Сумській області.